# Glenmorgan

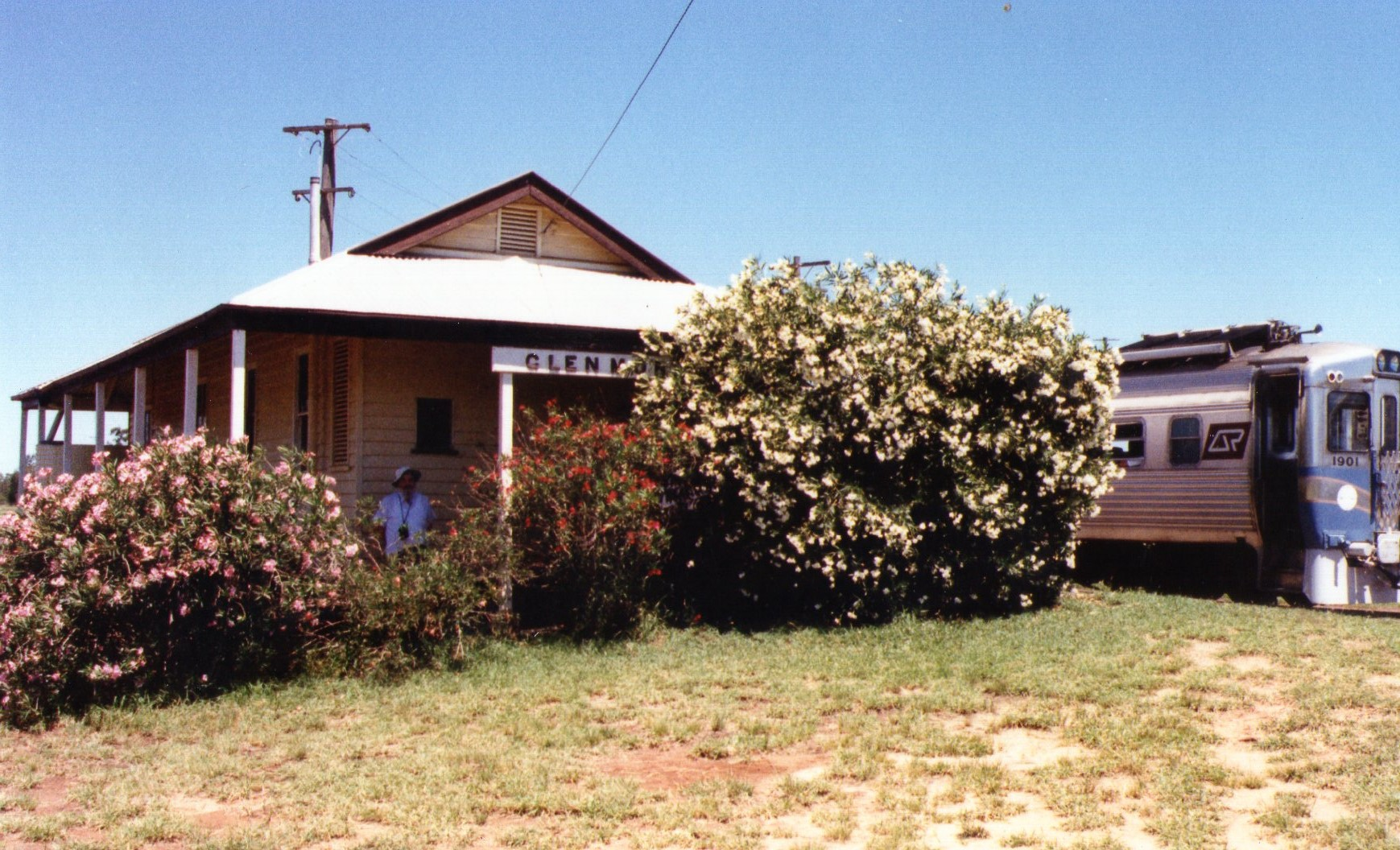
Una estación en Glenmorgan

Glenmorgan es una pequeña localidad en Queensland, Australia. En sus alrededores queda el Parque y Jardín Botánico Myall, que mantiene una de las más grandes colecciones de plantas semiáridas del mundo. El parque tiene facilidades de alojamiento y espacio para acampar.
Glenmorgan tiene un Rodeo anual y una fiesta regional del deporte. Cerca de Glenmorgan se encuentra también el Parque Nacional Erringibba.
A esta localidad se accede por las autopistas Leichhardt y Warrego; el aeropuerto más cercano es el de Surat.
- Datos: Q2894119
- Multimedia: Glenmorgan, Queensland / Q2894119